# 北京市の公園の一覧
本項は中国の北京市にある公園の一覧である。
- 三山五園
- 北浜河公園
- 人定湖公園
- 什刹海公園
- 南館公園
- 青年湖公園
- 柳蔭公園
- 皇城墻遺址公園
- 菖蒲河公園
- 地壇公園
- 労働人民文化宮
- 双秀公園
- 紫竹院公園
- 玉淵潭公園
- 北京中山公園
- 景山公園
- 天壇公園
- 頤和園
- 香山公園
- 北京動物園
- 北京植物園
- 北海公園
- 四海公園
- 古城公園
- 彫塑公園
- 希望公園
- 八角公園
- 北京国際彫塑園
- 法海寺森林公園
- 石景山遊楽園
- 北京市八大処公園
- 世界公園
- 万芳亭公園
- 南宮世界地熱博覧園
- 青竜湖公園
- 鷹山森林公園
- 蓮花池公園
- 玲瓏園
- 元大都城垣遺址公園
- 円明園遺址公園
- 個園
- 北焦公園
- 姚家園公園
- 麗都公園
- 黄渠公園
- 四得公園
- 鎮海公園
- 団結湖公園
- 太陰宮公園
- 窯窪湖公園
- 康心体育楽園
- 金盞鬱金香花園
- 元大都城垣遺址公園
- 朝来農芸園
- 紅領巾公園
- 朝陽公園
- 中華民族園
- 日壇公園
- 宣武芸園
- 万寿公園
- 大観園
- 明城墻遺址公園
- 北京遊楽園
- 竜潭湖公園
- 南礼士路公園
- 月壇公園
- 順成公園
- 陶然亭公園